# 357 f.Kr.

## Händelser

### Efter plats

#### Persiska riket
- Rhodos faller för den persiske satrapen Mausollos av Halikarnassos.

#### Thrakien
- Den atenske generalen och legoknekten Kares och den euboeiske legoknekten Karidemos återtar thrakiska Kersonese för Atens räkning från den thrakiske kungen Kersobleptes. Karidemos erhåller från Aten en gyllene krona för sin del i segern.

#### Makedonien
- Den makedoniske generalen Parmenio vinner en stor seger över illyrierna. Kung Filip II ockuperar då den atenska staden Amfipolis (som behärskar guldgruvorna i Pangaionberget). Filip kontrollerar nu en strategiska stad, som säkrar Makedoniens östgräns och ger honom tillgång till Thrakien.
- Filip II gifter sig med den molossiska prinsessan Olympias av Epiros, vilket stabilserar Makedoniens västra gräns.

#### Sicilien
- Dionysios I:s svåger Dion, som har tvingats i exil från Syrakusa nio år tidigare av Dionysios II, samlar ihop en styrka på 1 500 legosoldater vid Zacynthos och avseglar till Sicilien. Dion övertar makten från den svage Dionysios II, som sänds i exil och flyr till Lokri.